# Flugunfall der Blue Water Aviation Services am Long Haul Lake
Der Flugunfall der Blue Water Aviation Services am Long Haul Lake ereignete sich am 25. Juni 1999. Bei einem Testflug mit Start und Ziel auf dem Long Haul Lake in der kanadischen Provinz Manitoba verunglückte eine mit Schwimmkufen ausgerüstete De Havilland Canada DHC-3 Otter der Blue Water Aviation Services. Durch den Unfall wurde ein Techniker getötet.

## Maschine
Die verunglückte Maschine war eine De Havilland Canada DHC-3 Otter mit der Werknummer 73. Sie wurde im Jahr 1955 im Werk von De Havilland Canada in Downsview, Ontario endmontiert und am 16. Juni 1955 mit dem Luftfahrzeugkennzeichen CF-IFP auf die Fluggesellschaft Maxwell Ward aus Yellowknife, Nordwest-Territorien zugelassen, bei der sie als zweite Maschine dieses Typs in Betrieb genommen wurde. Die Maschine wurde in den Sommermonaten mit Schwimmkufen für Landungen auf dem Wasser und im Winter mit Landekufen für Landungen auf dem Eis betrieben. Mit der Umbenennung der Fluggesellschaft in Wardair Canada ging die Maschine im November 1962 formal bei der neuen Betreiberin in Betrieb. Im Juli 1971 übernahm die Bannock Aerospace aus Toronto die Maschine. Im Oktober 1972 übernahm die Silver Pine Air Services aus Pine Falls, Manitoba, die Maschine. Bei dieser Fluggesellschaft kam es mit der Otter am 7. April 1981 zu einem Flugunfall: Sieben Meilen nördlich von Pine Falls überflog die Maschine ein stark bewaldetes Gebiet, als das Triebwerk aufgrund eines defekten Abgasventils überhitzte. Der Kapitän beschloss, die Maschine auf einer Landstraße notzulanden. Die Maschine setzte hart auf, wobei das linke Fahrwerk beschädigt wurde. Es gab keine Verletzten, die Maschine wurde später repariert und wieder in Betrieb genommen. Im Jahr 1982 wurde die Maschine zu Airtech nach Peterborough, Ontario geflogen, wo der originale Sternmotor vom Typ Pratt & Whitney R-1340 durch einen luftgekühlten Siebenzylinder-Sternmotor vom Typ PZL-3S ersetzt wurde. Die Maschine war eines von acht Flugzeugen, an denen ein solcher Umbau vorgenommen wurde. Die Kombination dieses Flugzeugtyps mit diesem Triebwerk erwies sich als unvorteilhaft, sodass das Triebwerk bald durch eines vom Typ ASch-621r-M18 ersetzt wurde. In diesem Zuge wurde auch ein neuer Propeller mit vier Propellerblättern installiert. Am 23. Juni 1986 ging die Maschine mit der Umbenennung der Silver Pine Air Services in Eagle Aviation formell bei der neuen Betreiberin in den Betrieb und erhielt in diesem Zuge ihr neues Kennzeichen C-FIFP. Das Unternehmen trat fortan im Wesentlichen kaum mehr als Flug-, sondern als Flugzeugleasinggesellschaft in Erscheinung. Ab dem 28. September 1987 war die Maschine an die V. Kelner Airways aus Pickle Lake, Ontario verlast. Am 6. Oktober 1987 wurde sie durch die South Peace Services Ltd. aus Pine Falls erworben. Am 22. Mai 1988 ereignete sich erneut ein Unfall mit der Maschine, diesmal auf dem Dorothy Lake in Ontario. Die Maschine war von dem See unter böigen Windbedingungen mit Windgeschwindigkeiten von 10 bis 15 Knoten abgehoben. Als der Kapitän glaubte, dass es die Maschine nicht schaffen würde, einen vorausliegenden Landabschnitt zu überfliegen, leitete er einen Startabbruch ein. Beim zweiten Startversuch hob die Maschine ab, rollte jedoch nach dem Abheben nach rechts, wobei die rechte Schwimmkufe und die rechte Tragflächenspitze die Wasseroberfläche berührten und dabei stark beschädigt wurden. Die Maschine wurde durch die South Peace Services Ltd. repariert und wieder in Betrieb genommen. Der Leasingvertrag mit der V. Kelner Airways aus Pickle Lake, Ontario wurde bis zum 19. Mai 1989 fortgesetzt. Vom 14. Juni bis zum 22. August 1989 war die Maschine an die Parsons Airways Northern Ltd. aus Flin Flon, Manitoba verleast, woraufhin sie wieder zur Leasinggeberin (South Peace Services Ltd.) zurückkehrte, bei der sie bis zum 7. Juni 1990 verblieb. Die Maschine wurde anschließend an die Points North Air Services Inc. aus Saskatoon, Saskatchewan verleast, wobei sie in dieser Zeit in Based Points North Landing, Saskatchewan stationiert war. Dieser Leasingvertrag endete zum 12. Juni 1991 und die Maschine ging wieder zurück an die Leasinggeberin, bei der sie bis zum 13. April 1995 verblieb. Die Maschine wurde anschließend wieder an die Eagle Aviation Ltd. übergeben und verblieb bei dieser bis zum 11. Oktober 1995. Schließlich wurde die Maschine an die Blue Water Aviation Services aus Pine Falls verleast, wobei sie in Silver Falls stationiert war. Bis zum Zeitpunkt des Unfalls hatte das einmotorige Zubringerflugzeug in Schwimmerflugzeugkonfiguration mit STOL-Eigenschaften eine Gesamtbetriebsleistung von 23.960 Betriebsstunden absolviert. Seit dem Triebwerkswechsel hatte sie 5.314 Betriebsstunden abgeleistet.

## Insassen
Da es sich bei dem Flug um einen technischen Überprüfungs-/Diagnoseflug handelte, waren nur ein einzelner Pilot und ein Techniker an Bord.

## Unfallhergang
Am Morgen des Unfalltages bestiegen sechs Passagiere samt Gepäck die Maschine, mit der ein Regionalflug zum Sassiginak Lake durchgeführt werden sollte. Vor dem Start leerte der Pilot die Abscheidebehälter des Kraftstofftanks. Er verwendete keinen Becher, um die Flüssigkeit näher zu untersuchen, befand jedoch nach Gefühl, dass es sich dabei um Kraftstoff handelte. Er startete das Triebwerk und konnte keine Anomalien feststellen. Der Flug zum Sassiginak Lake verlief ohne besondere Vorkommnisse. Nachdem die Passagiere ausgestiegen waren, flog der Pilot mit der Maschine weiter zum Long Haul Lake. Während des Fluges zum Sassigniak Lake und auf dem Großteil des Fluges zum Long Haul Lake bezog die Maschine den Kraftstoff vom vorderen Tank. Kurz vor der Landung auf dem Long Haul Lake stellte der Pilot das Tankventil auf den Mitteltank um.
Bei dem Stopp auf dem Long Haul Lake stiegen acht Passagiere samt Gepäck zu, es war ein Weiterflug nach Matheson Island, Manitoba geplant. Während des Startlaufs, noch kurz vor dem Abheben, verlor das Triebwerk abrupt an Leistung. Der Propeller drehte sich zwar, das Triebwerk operierte jedoch auf Leerlaufniveau. Der Pilot stellte das Triebwerk ab, das Tempo der Maschine verringerte sich und sie trieb zum Ufer der nächstgelegenen Insel. Zu diesem Zeitpunkt war unklar, ob das Triebwerk völlig versagt hatte oder im Leerlauf weitergelaufen war.
Der Pilot sprach sich mit  seiner Fluggesellschaft ab. Daraufhin beluden ein Wartungskoordinator und ein Mechaniker (der ebenfalls ein Pilot der Fluggesellschaft war) ein weiteres Flugzeug mit Ersatzteilen und Werkzeugen und flogen zum Long Haul Lake. Dort stiegen die Passagiere mit dem Gepäck in die eingetroffene Maschine um, während der Mechaniker mit dem Piloten beim Pannenflugzeug verblieb. Die beiden Männer versuchten, die Ursache des Leistungsverlusts bei dem Startversuch zu ergründen. Nachdem er sich vergewissert hatte, dass die Treibstoffzufuhr gegeben war, startete der Pilot das Triebwerk, fuhr es in den Leerlauf und erhöhte dann allmählich die Leistung. In einem höheren Leistungsbereich stellte er einen unrunden Triebwerkslauf fest, außerdem kam es ein Mal zu einer Fehlzündung. Anschließend wurden die Wasserabscheidebehälter des Vergasers, des Kraftstofftanks und des Kraftstofffilters geleert. Aus dem Abscheidebehälter des Kraftstofffilters wurde dabei etwa ein Becher Wasser abgelassen.
Im Anschluss wurde mithilfe der elektrischen Kraftstoffpumpe der Flugzeugtreibstoff zum Triebwerk geleitet und ein Probelauf durchgeführt. Die beiden Männer waren mit dem Triebwerkslauf zufrieden und mutmaßten, dass der vorherige unrunde Lauf auf Wasser im Kraftstoffsystem zurückzuführen war. Sie beschlossen anschließend, einen Testflug durchzuführen. Hierbei war das Treibstoffventil weiterhin auf den Mitteltank geschaltet. Das Triebwerk lief während des Starts und im Anfangssteigflug zunächst rund und bei voller Leistung. In einer Höhe von 100 bis 150 Fuß versagte das Triebwerk plötzlich. Der Pilot versuchte vergeblich, das Triebwerk der Maschine neu zu starten, bis die Otter einige Baumwipfel streifte und daraufhin in einem steilen Winkel zu Boden stürzte. Durch den Unfall wurde der Techniker getötet, der Pilot überlebte mit Verletzungen. Nach dem Aufprall brach im Bereich des Vergasers ein kleiner Brand aus, der jedoch kurz darauf erlosch.

## Ursache
Nach dem Unfall übernahm das Transportation Safety Board of Canada die Ermittlung zur Absturzursache. Die Unfallermittler kamen zu dem Schluss, dass das Triebwerk aufgrund einer Verunreinigung des Kraftstoffs im Mitteltank durch Wasser ausgefallen war. Der Unfall habe sich ereignet, da dem Piloten nach dem Triebwerksausfall nicht genug Zeit verblieben war, um das Triebwerk neu zu starten oder die Maschine sicher notzulanden. Der Ursprung der Wasserverunreinigung des Kraftstoffs konnte nicht ermittelt werden.